# سیارک ۲۰۶
سیارک ۲۰۶ یا ۲۰۶ هرسیلیا (به انگلیسی: 206 Hersilia) دویست و ششمین سیارک کشف شده‌است که در ۱۳ اکتبر ۱۸۷۹ کشف شد.
قدر مطلق سیارک برابر ۸٫۶۸ است.